# Lactobacillus sakei
Lactobacillus sakei – Gram-dodatnie, nieruchliwe pałeczki, fakultatywnie heterofermentatywne, względnie beztlenowe, powszechnie zasiedlające mięso, ryby oraz rośliny. Izoluje się je również z kiszonek, produktów mięsnych pakowanych próżniowo oraz jelit.
Bakteria ta jest cenna w technologii mięsa gdyż posiada właściwości, które pozwalają na jego lepszą konserwację i przechowywanie. Jest powszechnie stosowana w procesach wytwarzania kiełbas fermentowanych w Europie podczas gdy w Stanach Zjednoczonych najczęściej stosowany jest Pediococcus pentosaceus.(5)
Nazwa Lactobacillus sakei pochodzi od sake – alkoholu w którym ten szczep po raz pierwszy opisano, aczkolwiek nie bierze on udziału w procesie jej produkcji a jest jedynie zanieczyszczeniem. (5)
| NCBI: Taxonomy |

## Opis i znaczenie
Zsekwencjonowanie genomu Lactococcus sakei było istotnym krokiem do zrozumienia dobrego przystosowania tych bakterii do bytowania w mięsie. Zespół badaczy z INRA (Institut National de La Recherche Agronomique) określił budowę genomu co pozwoliło stwierdzić, iż wysoka wydajność fermentacji i konserwacji produktów wynika z ich zdolności do przeżycia nawet w niesprzyjających warunkach (niski poziom tlenu, niskie temperatury, stężenie chlorku sodu do 9%), syntetyzowania substancji toksycznych i hamujących wzrost innych mikroorganizmów (kwas mlekowy, bakteriocyny), a także optymalnego wykorzystania substancji odżywczych dostępnych w mięsie.(5)

### Budowa genomu
Cały genom Lactococcus sakei szczepu 23K jest kolistym chromosomem zbudowanym z 1.884.661 par zasad. Zawiera 1.883 geny kodujące białka, 7 klastrów genów rRNA i zawartość G+C 41,25%. Znaleziono również 12 kompletnych sekwencji insercyjnych (IS) zlokalizowanych głównie w naprzeciwległych regionach bogatych w A+T.(1)

### Metabolizm
Mimo że surowe mięso zapewnia Lactobacillus sakei substancje odżywcze niezbędne do wzrostu to zawiera ograniczoną ilość węglowodanów. Spośród niewielu cukrów występujących w mięsie i surowych rybach Lactobacillus sakei jest w stanie przetwarzać glukozę i rybozę występujące w największych ilościach. W związku z tym jego system fosfotransferaz (PTS) odpowiedzialny za przyswajanie cukrów jest wyspecjalizowany pod kątem bytowania w mięsie. Ponieważ zasoby cukrów w mięsie szybko się wyczerpują bakterie te również są w stanie katabolizować nukleozydy takie jak inozyna i adenozyna by wykorzystać je jako źródła energii. Posiadają też transportery ABC dla substancji chroniących przed wysokim ciśnieniem osmotycznym i niskimi temperaturami.(7)

## Ekologia
Lactobacillus sakei oddziałuje na inne bakterie obecne w produktach mięsnych dzięki rybosomalnej syntezie antydrobnoustrojowych peptydów zwanych bakteriocynami. Stwierdzono, iż optimum syntezy bakteriocyn występuje w temperaturze suboptymalnej dla wzrostu samych drobnoustrojów.(6)
Badania wykazały, iż w warunkach chłodniczych szczep Lactobacillus sakei wytwarzający bakteriocyny hamował wzrost bakterii Listeria monocytogenes w filetach pstrąga tęczowego pakowanych próżniowo podczas gdy szczep nie wytwarzający bekteriocyn nie miał wpływu na ich wzrost.(4)

## Zastosowanie w Biotechnologii
Szczepy Lactobacillus sakei wytwarzające bakteriocyny zwane sakacynami hamują wzrost niektórych patogenów i bakterii gnilnych bytujących w mięsie i produktach rybnych. Dzięki tej zdolności są powszechnie stosowane jako składnik kultur starterowych w procesie fermentacji mięsa.

### Badania
Przeprowadzono szereg badań bakterii Lactobacillus sakei mających na celu ustalenie optymalnych warunków środowiskowych, możliwości w fermentowaniu mięsa oraz mechanizmów adaptacyjnych.
Lactobacillus sakei jest w stanie rosnąć zarówno w warunkach aerobowych (tlenowych) jak i anaerobowych (beztlenowych). Na tej podstawie przeprowadzono badania ekspresji genów w warunkach beztlenowych wykorzystując dwukierunkową elektroforezę. Stwierdzono anaerobową regulację transkrypcji peptydazy kodowanej przez gen pepR co stanowi pierwszy opisany przypadek wśród bakterii kwasu mlekowego. Taki typ regulacji został opisany jedynie dla peptydazy Salmonella enterica serovar Typhimurium.(2)
Inne badanie wykazało, iż cztery geny Lactobacillus sakei są zaangażowane w czasie fermentacji surowych kiełbas. Są to ctsR, asnA2, LSA1065 i LSA1194. Dezaktywacja regulatora genu szoku cieplnego ctsR zwiększała wzrost podczas gdy wyłączenie genów asnA2, LSA1065 i LSA1194 powodowało osłabienie wydajności w porównaniu ze szczepem dzikim.(3)